# Småsjöarna (Berghems socken, Västergötland)
Småsjöarna är en sjö i Marks kommun i Västergötland och ingår i Viskans huvudavrinningsområde.